# Therevidae
I Terevidi (Therevidae Burmeister, 1837) sono una famiglia di insetti dell'ordine dei ditteri (Brachycera: Muscomorpha) comprendente oltre 1600 specie. È il gruppo sistematico più rappresentativo della superfamiglia Asiloidea dopo quelli dei Bombyliidae e degli Asilidae. In inglese sono noti con il nome comune stiletto flies ("mosche stiletto").

## Descrizione
L'adulto è un insetto di dimensioni piccole o medie, con corpo lungo 2,4-18 mm, addome lungo e affusolato, tegumento villoso. La cuticola può presentare colori variabili dal nero al giallo, ma spesso il colore di fondo è mascherato dalla tomentosità.
Il capo è grande, generalmente oloptico nei maschi, dicoptico nelle femmine, provvisto di tre ocelli. Le antenne sono relativamente brevi, con scapo e pedicello pubescenti; lo scapo ha una forma allungata, il pedicello è molto breve e il primo flagellomero è conico allungato, portante all'apice uno stilo composto 1-3 articoli sottili. L'apparato boccale è di tipo succhiante-lambente con labbro inferiore terminante in due labelli carnosi.
Il torace è ampio e moderatamente convesso, provvisto di lunghe setole (macrotrichi). Le zampe sono lunghe e sottili, con femori e tibie cosparsi di setole; le tibie sono prive di speroni apicali e i tarsi sono provvisti di empodio o privi del processo pretarsale mediano. Le ali sono ben sviluppate, ialine o opache, spesso con pigmentazioni localizzate in corrispondenza delle vene trasverse e della terminazione delle vene longitudinali.
L'addome è allungato, composto da otto uriti apparenti. Ha una forma affusolata posteriormente e convessa o appiattita dorsalmente. L'estremità addominale delle femmine è generalmente provvista di processi spinosi.
| |
| Schema della nervatura alare Nervature longitudinali: C: costa; Sc: subcosta; R: radio; M: media; Cu: cubito; A: anale. Nervature trasversali: h: omerale; r-m: radio-mediale; m-m: mediale; m-cu: medio-cubitale. Cellule: d: discale; br: 1ª basale; bm: 2ª basale; r1: marginale; r3: 1ª submarginale; r4: 2ª submarginale; r5: 1ª posteriore; m1: 2ª posteriore; m2: 3ª posteriore; m3: 4ª posteriore; cup: cellula cup. |

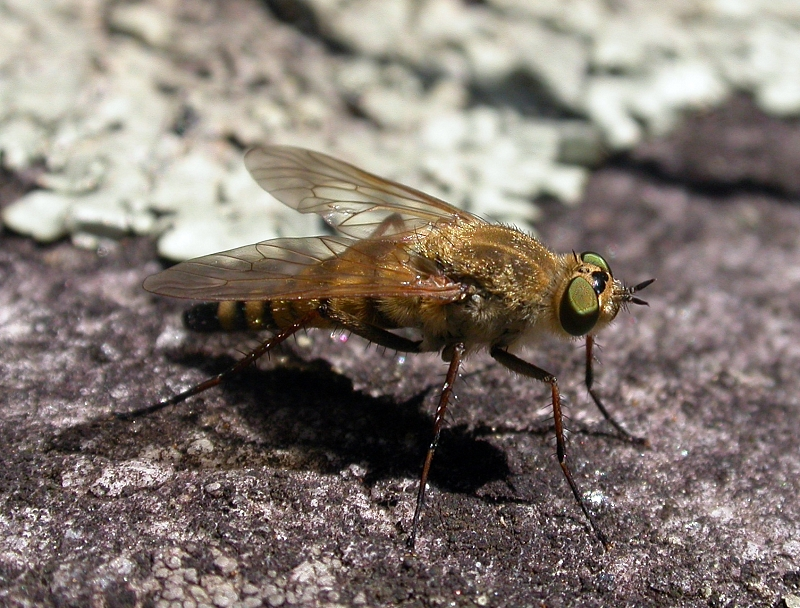
Thereva sp.

La nervatura alare è relativamente complessa ma senza particolari conformazioni che contraddistinguono invece altre famiglie di Asiloidei. La radio si divide in quattro rami, con R2+3 indivisa. Il ramo R4 è lungo e sinuoso e confluisce sul margine costale, il ramo R5 termina invece sul margine posteriore, perciò la seconda cellula submarginale si apre sull'apice dell'ala. La media si divide in quattro rami, tutti indipendenti ma con M3 e M4 convergenti. La nervatura trasversa mediale chiude la cellula discale. Questa ha una forma allungata e termina all'apice con tre vertici da cui partono i primi tre rami della media. Il quarto ramo, M4 (o CuA1 secondo una differente interpretazione), origina dal vertice basale posteriore della cellula discale. La cubito e l'anale convergono su un breve ramo comune prima di raggiungere l'apice.
La larva è apoda ed eucefala, di forma cilindrica, molto lunga e sottile, con le estremità affusolate. Il tegumento è liscio, di colore bianco o rosato. La capsula cefalica è ben sviluppata ma più sottile delle altre regioni.

## Biologia

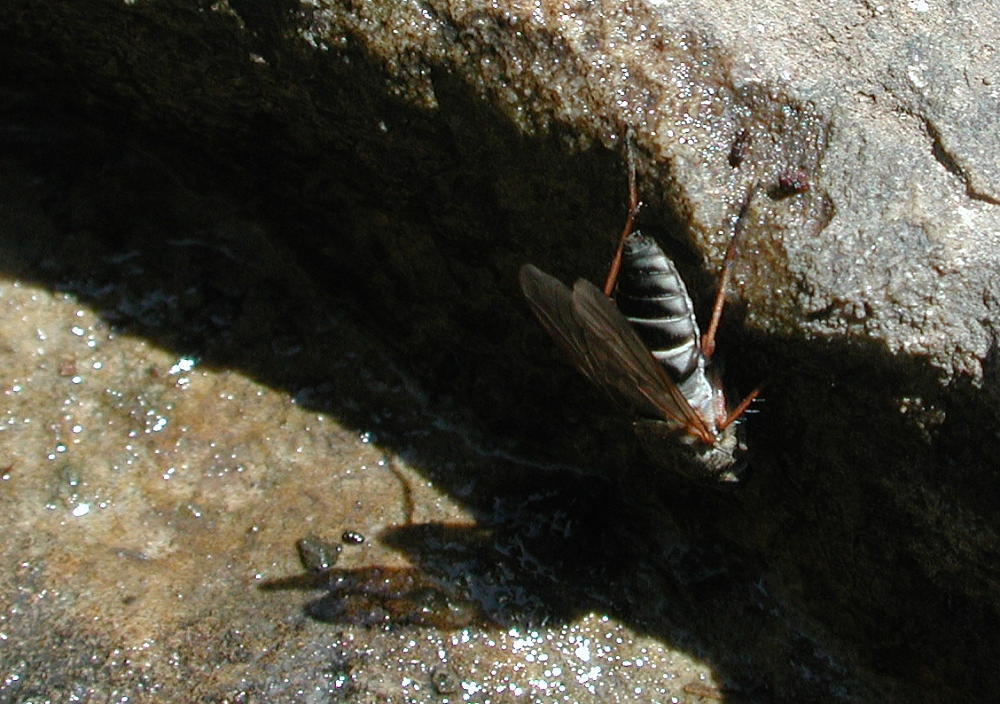
Anabarhynchus sp.

Le conoscenze sulla biologia dei Terevidi sono limitate e frammentate. Il ciclo si svolge in genere con una sola generazione l'anno, anche se alcuni terevidi europei svolgono un ciclo completo in due o più anni. La fase svernante è rappresentata dalla larva matura. Lo sviluppo postembrionale, nelle forme conosciute, si svolge attraverso cinque stadi e l'impupamento si svolge in primavera.
Le larve, al pari di altri Asiloidei, hanno un regime dietetico entomofago e vivono come predatrici generalmente in suoli sabbiosi aridi, lettiere asciutte e altri substrati incoerenti. Possono trovarsi anche in altri substrati organici in decomposizione e sotto le cortecce degli alberi. Fra le prede si annoverano larve e pupe di ditteri, coleotteri e lepidotteri. L'osservazione del comportamento delle forme conosciute mette in evidenza una spiccata voracità e una notevole agilità nei movimenti. Quando sono esposte alla luce, le larve dei Terevidi, si agitano e con rapidi movimenti cercano di infiltrarsi nel substrato.
Gli adulti sono glicifagi e si nutrono prevalentemente di nettare, melata e polline, tuttavia sembra che occasionalmente si nutrano di secrezioni liquide di origine animale o vegetale. Frequentano vari ambienti e possono ritrovarsi presso corsi d'acqua, prati, boscaglie aperte, oppure, come molti altri asiloidei, in luoghi aridi e sabbiosi o sulle spiagge. In riposo tendono a posarsi su substrati vari in subordine alla specie: alcune specie riposano sul suolo, altre sulle rocce, sulla vegetazione, su supporti interti, ecc. Hanno generalmente abitudini diurne e si muovono con brevi e rapidi voli. Malgrado l'habitat preferenzialmente semiarido, gli adulti dei Terevidi sono particolarmente attratti dall'acqua, necessaria per soddisfare il loro fabbisogno. Si possono perciò rinvenire, soprattutto in zone aride, presso le pozze d'acqua o qualsiasi altra fonte analoga.

## Sistematica e filogenesi

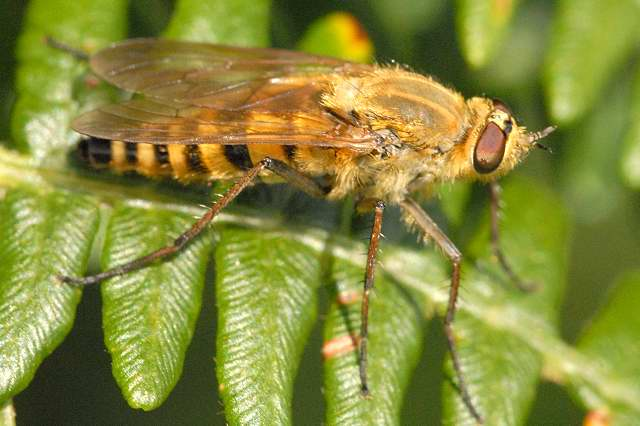
Cliorismia sp.

Trattandosi di una famiglia sostanzialmente poco conosciuta e caratterizzata da affinità morfologiche ed etologiche con altri brachiceri inferiori, la storia della tassonomia dei Therevidae è corredata di molteplici revisioni. In passato molti Terevidi sono stati classificati in altre famiglie, così come altri brachiceri sono stati classificati all'interno dei Terevidi. Dagli anni settanta è in corso un'attiva opera di riclassificazione, condotta in particolare da LYNEBORG e IRWIN. Le revisioni sui taxa superiori, basate sulle relazioni filogenetiche fra i diversi gruppi di Asiloidei, hanno permesso contemporaneamente di inquadrare meglio i ranghi di famiglie e sottofamiglie.
La famiglia dei Therevidae sensu lato, intesa come raggruppamento esteso e obsoleto così come era trattata fino agli cinquanta-sessanta, si identificava con un clade polifiletico che, solo dopo lo scorporo di alcune sottofamiglie e il conseguente spostamento in altre famiglie di Asiloidei più o meno vicine filogeneticamente, si è reso più coerente con le relazioni filogenetiche. L'insieme dei Terevidi e dei taxa un tempo in esso compresi e filogeneticamente vicini, formano un clade monofiletico che i ditterologi anglosassoni chiamano Therevoid clade (clade dei "Terevoidi"). Questo gruppo non ha un'identità a livello di taxon superiore al rango di famiglia, ma si colloca come raggruppamento di famiglie all'interno della superfamiglia degli Asiloidea:
|  | Evocoidae                                                   |
|  |                                                             |
|  | \| \| Scenopinidae \| \| \| \| \| \| Therevidae \| \| \| \| |
|  |                                                             |
|  | Scenopinidae                                                |
|  |                                                             |
|  | Therevidae                                                  |
|  |                                                             |

|  | Scenopinidae |
|  |              |
|  | Therevidae   |
|  |              |

|  | Evocoidae                                                   |
|  |                                                             |
|  | \| \| Scenopinidae \| \| \| \| \| \| Therevidae \| \| \| \| |
|  |                                                             |
|  | Scenopinidae                                                |
|  |                                                             |
|  | Therevidae                                                  |
|  |                                                             |

|  | Scenopinidae |
|  |              |
|  | Therevidae   |
|  |              |

La collocazione dei "Terevoidi" nel cladogramma degli Asiloidea è ancora incerta e controversa. YEATES & WIEGMANN, sulla base di ricerche proprie e di altri Autori sulla filogenesi degli Asiloidea, trattano questo clade come linea collaterale ad altre due linee, quella che si identifica con la famiglia degli Asilidae e quella che fa capo al clade Mydidae+Apioceridae. L'insieme di queste linee formerebbe un clade correlato a quello più primitivo dei Bombylioidea (Mythicomyiidae + Bombyliidae + Hilarimorphidae + Apystomyiidae). Questa interpretazione è tuttavia ancora incerta e controversa soprattutto sulle relazioni filogenetiche che il clade Mydidae+Apiocerida avrebbe con gli Asilidae da un lato e i Terevoidi dall'altro. L'ipotesi più accreditata, sostenuta da WOODLEY (1989) e SINCLAIR et al. (1993), è che la linea Mydidae + Apioceridae e quella dei Terevoidi formino un clade a sua volta correlato a quello degli Asilidae.
Allo stato attuale sono conosciute oltre 1600 specie. La sistematica interna, dopo le revisioni tassonomiche di LYNEBORG (1976) e WINTERSTON et al. (2001), contempla la suddivisione in quattro sottofamiglie, fra le quali la più rappresentativa, per dimensione e diffusione, è quella dei Therevinae:
- Agapophytinae: 12 generi.
- Phycinae: 13 generi.
- Therevinae: 84 generi.
- Xestomyzinae: 12 generi.

Ai 121 generi viventi si aggiungono i generi estinti, risalenti al Cenozoico, Dasystethos, Glaesorthactia, Kroeberiella e  Palaeopherocera, mentre dubbio è il genere Helicorhaphe.

## Habitat e distribuzione
L'habitat dei Terevidi è più variegato rispetto a quello di altri Asiloidei, tuttavia anche per questa famiglia sono preferiti gli ecosistemi meglio adatti a ospitare le larve, perciò questi insetti sono più frequenti nelle macchie di piante xerofile, nei deserti, nei litorali sabbiosi.
La famiglia dei Therevidae è rappresentata in tutte le regioni zoogeografiche della Terra. La più ampia distribuzione si ha per i Therevinae, presenti in tutti i continenti, con una minore frequenza nella regione orientale. I Phycinae hanno diffusione afrotropicale-oloartica. Gli Xestomyzinae prevalentemente afrotropicale. Gli Agapophytinae, infine, sono endemici dell'Australasia.
In Europa sono rappresentate solo le sottofamiglie Phycinae, con due generi, e Therevinae, con 15 generi. Complessivamente sono segnalate 98 specie, due terzi delle quali appartengono al genere Thereva. In Italia sono segnalate 30 specie (di cui è dubbia la presenza di Thereva apicalis). Due terzi di queste appartengono al genere Thereva, le altre specie si ripartiscono fra i generi Salentia, Acrosathe, Cliorismia, Dialineura, Euphycus, Pandivirilia.